# Tomaszew (powiat kaliski)
Tomaszew – kolonia w Polsce położona w województwie wielkopolskim, w powiecie kaliskim, w gminie Lisków.